# ある奴隷少女に起こった出来事
『ある奴隷少女に起こった出来事』(あるどれいしょうじょにおこったできごと、Incidents in the Life of a Slave Girl)」は1861年に出版されたハリエット・ジェイコブズによる自叙伝である。奴隷であった自身の経験をもとに描かれている。主人公の奴隷少女の名をリンダとして、奴隷として生まれ、そこから自由を求めて逃亡する生涯を記述している。

## 歴史的な背景
著者のハリエット・ジェイコブズは1813年にノースカロライナ州に奴隷として生まれた。
| スタブアイコン | サブスタブ | この項目は、まだ閲覧者の調べものの参照としては役立たない、文学に関連した書きかけの項目です。この項目を加筆・訂正などしてくださる協力者を求めています（P:文学、PJ:ライトノベル）。項目が小説家・作家の場合には{Writer-substub}を、文学作品以外の本・雑誌の場合には{Book-substub}を貼り付けてください。 |